# Европско првенство у кошарци за жене
 Европско првенство у кошарци за жене (енгл. EuroBasket Women) је кошаркашко такмичење на ком учествују најбоље женске репрезентације из Европе. Под патронатом је ФИБА Европе и одржава се на сваке две године. Европско првенство се такође користи као квалификациони турнир за пласман на Светско првенство и Олимпијске игре.

## Резултати
| Година       | Домаћин               | Финале          | Финале   | Финале          | Меч за треће место | Меч за треће место | Меч за треће место   |
| Година       | Домаћин               | Злато           | Резултат | Сребро          | Бронза             | Резултат           | Четврто место        |
| ------------ | --------------------- | --------------- | -------- | --------------- | ------------------ | ------------------ | -------------------- |
| 1938. Детаљи | Италија (Рим)         | Италија         |          | Литванија       | Пољска             |                    | Француска            |
| 1950. Детаљи | Мађарска (Будимпешта) | Совјетски Савез |          | Мађарска        | Чехословачка       |                    | Француска            |
| 1952. Детаљи | СССР (Москва)         | Совјетски Савез |          | Чехословачка    | Мађарска           |                    | Бугарска             |
| 1954. Детаљи | СФРЈ (Београд)        | Совјетски Савез |          | Чехословачка    | Бугарска           |                    | Мађарска             |
| 1956. Детаљи | Чехословачка (Праг)   | Совјетски Савез | 49:41    | Мађарска        | Чехословачка       | 91:60              | Бугарска             |
| 1958. Детаљи | Пољска (Лођ)          | Бугарска        |          | Совјетски Савез | Чехословачка       |                    | Југославија          |
| 1960. Детаљи | Бугарска (Софија)     | Совјетски Савез |          | Бугарска        | Чехословачка       |                    | Пољска               |
| 1962. Детаљи | Француска (Милуз)     | Совјетски Савез | 63:46    | Чехословачка    | Бугарска           | 48:36              | Румунија             |
| 1964. Детаљи | Мађарска              | Совјетски Савез | 55:53    | Бугарска        | Чехословачка       | 68:47              | Румунија             |
| 1966. Детаљи | Румунија              | Совјетски Савез | 74:66    | Чехословачка    | Источна Немачка    | 65:60              | Румунија             |
| 1968. Детаљи | Италија               | Совјетски Савез |          | Југославија     | Пољска             |                    | Источна Немачка      |
| 1970. Детаљи | Холандија             | Совјетски Савез | 94:33    | Француска       | Југославија        | 77:66              | Бугарска             |
| 1972. Детаљи | Бугарска              | Совјетски Савез |          | Бугарска        | Чехословачка       |                    | Француска            |
| 1974. Детаљи | Италија               | Совјетски Савез |          | Чехословачка    | Италија            |                    | Мађарска             |
| 1976. Детаљи | Француска             | Совјетски Савез |          | Чехословачка    | Бугарска           |                    | Француска            |
| 1978. Детаљи | Пољска                | Совјетски Савез |          | Југославија     | Чехословачка       |                    | Француска            |
| 1980. Детаљи | СФРЈ                  | Совјетски Савез | 95:49    | Пољска          | Југославија        | 61:57              | Чехословачка         |
| 1981. Детаљи | Италија               | Совјетски Савез | 85:42    | Пољска          | Чехословачка       | 76:74              | Југославија          |
| 1983. Детаљи | Мађарска              | Совјетски Савез | 91:70    | Бугарска        | Мађарска           | 82:79              | Југославија          |
| 1985. Детаљи | Италија               | Совјетски Савез | 103:69   | Бугарска        | Мађарска           | 103:76             | Чехословачка         |
| 1987. Детаљи | Шпанија               | Совјетски Савез | 83:73    | Југославија     | Мађарска           | 75:67              | Чехословачка         |
| 1989. Детаљи | Бугарска (Варна)      | Совјетски Савез | 64:61    | Чехословачка    | Бугарска           | 79:69              | Југославија          |
| 1991. Детаљи | Израел (Тел Авив)     | Совјетски Савез | 97:84    | Југославија     | Мађарска           | 65:61              | Бугарска             |
| 1993. Детаљи | Италија (Перуђа)      | Шпанија         | 63:53    | Француска       | Словачка           | 68:67              | Италија              |
| 1995. Детаљи | Чешка (Брно)          | Украјина        | 77:66    | Италија         | Русија             | 69:50              | Словачка             |
| 1997. Детаљи | Мађарска              | Литванија       | 72:62    | Словачка        | Немачка            | 86:61              | Мађарска             |
| 1999. Детаљи | Пољска                | Пољска          | 59:56    | Француска       | Русија             | 78:49              | Словачка             |
| 2001. Детаљи | Француска             | Француска       | 73:68    | Русија          | Шпанија            | 89:74              | Литванија            |
| 2003. Детаљи | Грчка (Патра)         | Русија          | 59:56    | Чешка           | Шпанија            | 87:81              | Пољска               |
| 2005. Детаљи | Турска                | Чешка           | 72:70    | Русија          | Шпанија            | 83:65              | Литванија            |
| 2007. Детаљи | Италија               | Русија          | 74:68    | Шпанија         | Белорусија         | 72:63              | Летонија             |
| 2009. Детаљи | Летонија              | Француска       | 57:53    | Русија          | Шпанија            | 63:56              | Белорусија           |
| 2011. Детаљи | Пољска                | Русија          | 59:42    | Турска          | Француска          | 63:56              | Чешка                |
| 2013. Детаљи | Француска             | Шпанија         | 70:69    | Француска       | Турска             | 92:71              | Србија               |
| 2015. Детаљи | Мађарска · Румунија   | Србија          | 75:68    | Француска       | Шпанија            | 74:58              | Белорусија           |
| 2017. Детаљи | Чешка                 | Шпанија         | 71:55    | Француска       | Белгија            | 78:45              | Грчка                |
| 2019. Детаљи | Србија · Летонија     | Шпанија         | 86:66    | Француска       | Србија             | 81:55              | Уједињено Краљевство |
| 2021. Детаљи | Француска · Шпанија   | Србија          | 63:54    | Француска       | Белгија            | 77:69              | Белорусија           |
| 2023. Детаљи | Израел · Словенија    | Белгија         | 64:58    | Шпанија         | Француска          | 82:68              | Мађарска             |

## Биланс медаља
| Ранг | Држава          | Злато | Сребро | Бронза | Укупно |
| 1    | Русија          | 24    | 4      | 2      | 30     |
| 2    | Шпанија         | 4     | 2      | 5      | 11     |
| 3    | Француска       | 2     | 8      | 2      | 12     |
| 4    | Србија          | 2     | 4      | 3      | 9      |
| 5    | Чешка           | 1     | 8      | 8      | 17     |
| 6    | Бугарска        | 1     | 5      | 4      | 10     |
| 7    | Пољска          | 1     | 2      | 2      | 5      |
| 8    | Италија         | 1     | 1      | 1      | 3      |
| 9    | Литванија       | 1     | 1      | 0      | 2      |
| 10   | Белгија         | 1     | 0      | 2      | 3      |
| 11   | Украјина        | 1     | 0      | 0      | 1      |
| 12   | Мађарска        | 0     | 2      | 5      | 7      |
| 13   | Словачка        | 0     | 1      | 1      | 2      |
| 13   | Турска          | 0     | 1      | 1      | 2      |
| 15   | Белорусија      | 0     | 0      | 1      | 1      |
| 15   | Немачка         | 0     | 0      | 1      | 1      |
| 15   | Источна Немачка | 0     | 0      | 1      | 1      |
|      | Укупно          | 39    | 39     | 39     | 117    |

## Најкориснија играчица на првенству (MВП)
| Год.  | Најкориснија играчица |
| ----- | --------------------- |
| 2001. | Катрин Мелен          |
| 2003. | Луције Блахушкова     |
| 2005. | Марија Степанова      |
| 2007. | Амаја Валдеморо       |
| 2009. | Евантија Малтси       |
| 2011. | Елена Данилочкина     |
| 2013. | Санчо Литл            |
| 2015. | Ана Дабовић           |
| 2017. | Алба Торенс           |
| 2019. | Астоу Ндор            |
| 2021. | Соња Васић            |
| 2023. | Ема Месеман           |